# 拉尼 (佩列梅什利亞內區)
49°36′6″N 24°17′38″E / 49.60167°N 24.29389°E
拉尼（烏克蘭語：Лани），是烏克蘭西部的村莊，隸屬利維夫州的利維夫區。該村始建於1479年，面積1.9平方公里，海拔高度400米，2001年人口316，人口密度每平方公里166.32人。